# Pneumocyt
Pneumocyter eller alveolarepitelceller är specialiserade celler som förekommer i lungorna. Mer specifikt förekommer de i alveolväggarnas epitel, och man skiljer på pneumocyter av typ I och typ II.

## Typ I pneumocyter
Typ I är en typ av skivepitel och utgör 95% av ytan i alveolen. Dessa är väldigt tunna vilket möjliggör gasutbytet vid respiration. Vid interstitiella lungsjukdomar skadas dessa av proteaser och oxidanter från aktiverade leukocyter och man kommer att få en kompensatorisk proliferation av typ II pneumocyter.

## Typ II pneumocyter
Typ II klassificeras som kubiskt epitel och har två funktioner; dels har den förmåga till celldelning varigenom nya typ I pneumocyter kan bildas vid behov. Dels producerar typ II pneumocyter surfaktanter som minskar vattnets ytspänning så att alveolen inte kollapsar.